# Pseudomyrmex pictus
Pseudomyrmex pictus is een mierensoort uit de onderfamilie van de Pseudomyrmecinae. De wetenschappelijke naam van de soort is voor het eerst geldig gepubliceerd in 1913 door Stitz.